# Harald Haarmann
Harald Haarmann (Braunschweig, 16 aprile 1946) è un linguista tedesco.

## Biografia
Harald Haarmann è un linguista tedesco che vive e lavora in Finlandia. Ha studiato linguistica generale, varie discipline filologiche e preistoria nelle università di Amburgo, Bonn, Coimbra e Bangor. Ha ottenuto il suo dottorato a Bonn nel 1970 e la sua abilitazione all'insegnamento all'Università di Treviri nel 1979. Ha insegnato e condotto ricerche in diverse università tedesche e giapponesi, ed è membro del Research Centre on Multilingualism di Bruxelles. È vicepresidente dell'Institute of Archaeomythology, con sede a Sebastopol, California, e direttore della sua sezione europea, con sede a Luumäki, Finlandia.
Haarmann è autore di più di 40 libri in tedesco, inglese, spagnolo, italiano, ungherese, bulgaro, giapponese, cinese, coreano, e quasi 200 articoli e saggi in dieci lingue. Ha anche curato e co-curato una ventina di antologie. I suoi campi di studio preferiti sono la storia culturale, l'archeomitologia, la storia della scrittura, l'evoluzione della lingua, la linguistica di contatto e la storia della religione. Ha ricevuto nel 1999 il Prix Logos dell’Association européenne des linguistes di Parigi e il Premio Jean Monnet, e nel 2006 il Plato Award.

## Opere
- 2019 (DE)  Die Anfänge Roms, Wiesbaden: Marix verlag ISBN 978-3-7374-1117-2.
- 2019 (DE)  Vergessene Kulturen der Weltgeschichte, München: C.H.Beck ISBN 978-3-406-73410-6.
- 2017 (DE)  Wer zivilisierte die Alten Griechen? Das Erbe der Alteuropäischen Hochkultur. Marix Verlag, Wiesbaden ISBN 978-3-7374-1065-6.
- 2016 (EN)   Plato's philosophy reaching beyond the limits of reason: contours of a contextual theory of truth'. Philosophische texte und studien, 121. Hildesheim; Zürich; New York: Olms-Weidmann (376 p.)  ISBN 9783487155425.
- 2016 (DE)  Auf den Spuren der Indoeuropäer. Von den neolithischen Steppennomaden bis zu den frühen Hochkulturen. Munich: C.H. Beck. ISBN 978-3-406-68824-9.
  - Sulle tracce degli indoeuropei: Dai nomadi neolitici alle prime civiltà avanzate, Torino, Bollati Boringhieri, 2022.
- 2015 (EN)  Myth as source of knowledge in early western thought. The quest for historiography, science and philosophy in Greek antiquity. Wiesbaden: Harrassowitz, ISBN 978-3-447-10362-6.
- 2014 (EN)  Roots of ancient Greek civilization. The influence of Old Europe. Jefferson, North Carolina: McFarland. ISBN 978-0-7864-7827-9.
- 2013 (EN)  Ancient knowledge, ancient know-how, ancient reasoning. Cultural memory in transition from prehistory to classical antiquity and beyond. Amherst, New York: Cambria Press. ISBN 978-1-60497-852-0.
- 2013 (DE)  Mythos Demokratie. Antike Herrschaftsmodelle im Spannungsfeld von Egalitätsprinzip und Eliteprinzip. Frankfurt, Berlin, New York: Peter Lang. ISBN 978-3-631-62599-6.
- 2012 (EN)  Indo-Europeanization - day one. Elite recruitment and the beginnings of language politics. Wiesbaden: Harrassowitz. 978-3-447-06717-1.
- 2011 (DE)  Das Rätsel der Donauzivilisation. Die Entdeckung der ältesten Hochkultur Europas. Munich: C.H. Beck. ISBN 978-3-406-62210-6.
- 2011 (EN)  Europe's Mosaic of Languages, European History Online, Mainz: Institute of European History
- 2010 (DE)  Die Indoeuropäer. Herkunft, Sprachen, Kulturen [The Indo-Europeans. Origin, languages, cultures]. C.H. Beck knowledge, volume 2706. ISBN 978-3-406-60682-3
- 2009 - Interacting with figurines. Seven dimensions in the study of imagery. West Hartford, Vermont: Full Circle Press. ISBN 978-0-9790046-3-6
- 2008 (co-author Joan Marler) - Introducing the Mythological Crescent. Ancient beliefs and imagery connecting Eurasia with Anatolia. Wiesbaden: Harrassowitz.[3] ISBN 978-3-447-05832-2
- 2008 (DE)  Weltgeschichte der Zahlen [World history of numbers]. Munich: C.H. Beck knowledge, volume 2450. ISBN 978-3-406-56250-1
- 2007 (EN)  Foundations of culture: Knowledge-construction, belief systems and worldview in their dynamic interplay. Frankfurt, Berlin, New York: Peter Lang. ISBN 978-3-631-56685-5
- 2006 (DE)  Weltgeschichte der Sprachen. Von der Frühzeit des Menschen bis zur Gegenwart [World history of languages. From the early period of humans up to the present]. Munich: Becksche Reihe, volume 1703. ISBN 3-406-55120-3
- 2005 (EN)  Encyclopaedia of extinct peoples. From Akkader to Zimbern. Munich: Becksche Reihe, volume 1643. ISBN 3-406-52817-1
- 2005 (DE)  Schwarz: Eine kleine Kulturgeschichte [Black: A brief cultural history]. Frankfurt, Berlin, New York: Peter Lang. ISBN 3-631-54188-0
- 2004 (EN)  Small encyclopaedia of peoples. From Aborigines to Zapotecs. Munich: Becksche Reihe, volume 1593. ISBN 3-406-51100-7
- 2004 (EN)  Elementary word order in the languages of the world. Documentation and analyses of the emergence of word order patterns. Hamburg: Helmut Buske. ISBN 3-87548-372-3
- 2003 (EN)  History of the deluge. In search of the early civilizations. Munich: Becksche Reihe, volume 1536. ISBN 3-406-49465-X (2nd ed. 2005)
- 2002 (DE)  Geschichte der Schrift [History of writing]. Munich: C.H. Beck knowledge, volume 2198. ISBN 3-406-47998-7 (2nd ed. 2004; 3rd ed. 2007)
- 2002 (DE)  Lexikon der untergegangenen Sprachen [Encyclopaedia of extinct languages]. Munich: Becksche Reihe, volume 1456. ISBN 3-406-47596-5 (2nd ed. 2004)
- 2002 (DE)  Sprachen-Almanach. Zahlen und Fakten zu allen Sprachen der Welt [Language yearbook. Numbers and facts about all languages of the world]. Frankfurt, New York: Campus. ISBN 3-593-36572-3
- 2001 (EN)  Small encyclopaedia of languages. From Albanian to Zulu. Munich: Becksche Reihe, volume 1432. ISBN 3-406-47558-2 (2nd ed. 2002)
- 2001 (EN)  Babylonian world. History and future of languages. Frankfurt, New York: Campus. ISBN 3-593-36571-5
- 2001 (EN)  The small languages of the world: Existential threats and chances of survival. A comprehensive documentation. Frankfurt, Berlin, New York: Peter Lang. ISBN 3-631-37173-X
- 1998 (EN)  Religion und Autorität. Der Weg des Gottes ohne Konkurrenz [Religion and authority. The way of the gods without competition]. Hildesheim: Olms. ISBN 3-487-10507-1
- 1996 (DE)  Die Madonna und ihre griechischen Töchter. Rekonstruktion einer kunturhistorischen Genealogie [The Madonna and her Greek daughters. Reconstruction of a cultural-historical genealogy]. Hildesheim: Olms. ISBN 3-487-10163-7
- 1995 (EN)  Early civilization and literacy in Europe. An inquiry into cultural continuity in the Mediterranean world. Berlin, New York: Mouton de Gruyter. ISBN 3-11-014651-7
- 1993 (EN)  The world of European languages. History and future of the language nations between Atlantic and the Urals. Frankfurt, New York: Campus. ISBN 3-593-34825-X
- 1990 (EN)  Universal history of writing. Frankfurt, New York: Campus. ISBN 3-593-34346-0 (4th ed. 1998)